# Fúria (minisèrie de televisió)
Fúria és una minisèrie balear de thriller policíaca. Dirigida per Toni Bestard, està formada de dos capítols que es van emetre originalment a IB3 Televisió entre el 19 i 26 de desembre de 2021. El 16 d'abril de 2023 es van emetre a À Punt.

## Sinopsi
El guió segueix la història de la Lydia, una jove inspectora de policia que és destinada a Mallorca i es basa en fets reals. A la seva nova comissaria, la Lydia tindrà múltiples enfrontaments amb en Roberto, el seu company de feina, que és un policia veterà.
Mentrestant, en una altra part de la ciutat, en Sergi, un jove estudiant, enfronta diversos problemes al seu institut i té una relació complicada amb els pares. Un periodista estatunidenc contacta amb la Lydia per informar-lo que ha descobert una cosa molt sinistra relacionada amb Sergi, cosa que podria posar en perill molts innocents.

## Repartiment
- Patricia Torres: Lydia
- Nacho Fresneda: Roberto
- Colm Meaney: Michael
- Llum Barrera: la comissària
- Lluís Oliver: Sergi
- Virginia Buika: Niara